# 大内弘興
大内 弘興（おおうち ひろおき、生没年不詳）は、戦国時代の大内氏の一族。通称は九郎二郎。大内家第30代当主・大内義興の次男で、同第31代当主・大内義隆の弟に当たる。早世したため事績は無い。